# ریچاردسون اسپرینگز (کالیفرنیا)
ریچاردسون اسپرینگز (به انگلیسی: Richardson Springs) یک منطقهٔ مسکونی در ایالات متحده آمریکا است که در شهرستان بیوت، کالیفرنیا واقع شده‌است. ریچاردسون اسپرینگز ۱۸۹ متر بالاتر از سطح دریا واقع شده‌است.